# MED engineering
MED engineering ist eine Fachzeitschrift für Konstrukteure und Entwickler von Medizingeräten für die patientennahe Diagnose und Therapie für alle medizinischen Bereiche, einschließlich der Ophthalmologie, HNO- und der Dentalmedizin sowie für Labor- und OP-Equipment. Die Zeitschrift erscheint im deutschsprachigen Raum.
Schwerpunktthemen sind die Medizinelektronik, Hard- und Softwaregerätekomponenten, Halbzeuge sowie Werkstoffe, die für die Geräteentwicklung und die Entwicklung von Endo- und Exoprothesen von Belang sind. Informationen aus der Messtechnik und über Softwaretools und Testwerkzeuge unterstützen den Entwickler bei der täglichen Arbeit.
Berichtet wird ebenfalls über Wissenswertes zu gesetzlichen Regelungen im Medizinproduktegesetz (Produktsicherheitsgesetz und Medizingeräteverordnung), aber auch zu Normen und nationalen wie internationalen Zertifizierungen sowie zu länderspezifischen Anforderungen auf den unterschiedlichen Medizintechnikmärkten.
Die MED engineering erscheint 7× jährlich. Neben den sieben regulären Ausgaben, welche im Zweimonatsrhythmus erscheinen, wird die internationale Sonderausgabe einmal jährlich verlegt. Bei dieser Sonderausgabe handelt es sich um die Zusammenstellung der Leitartikel des vergangenen Jahres, in englischer Sprache veröffentlicht. Die MED engineering International ist auf Fachmessen in Europa, Nordamerika und Asien vertreten.
Die zweite zusätzliche jährliche Sonderausgabe ist die MED engineering MARKET.